# Hasan Gemici
Hasan Gemici   (Giresun, 15 de juny de 1927 - İzmit, 25 de juny de 2001) fou un lluitador turc, especialista en lluita lliure, que va competir durant la dècada de 1950.
El 1952 va prendre part en els Jocs Olímpics d'Estiu de Hèlsinki, on guanyà la medalla d'or en la competició del pes mosca del programa lluita lliure.
En el seu palmarès també destaca una medalla d'or en els Jocs del Mediterrani de 1951. Una vegada retirat, el 1955, passà a exercir d'entrenador a Romania.
A la localitat d'İzmit, on va morir el 25 de juny de 2001, es va construir un pavelló que duu el seu nom.